# Hôtel de la Première présidence
L'hôtel de la Première présidence est un édifice historique situé au no 6 de la rue Voltaire  à Grenoble en France. Construit vers 1625, il a été le lieu d'habitation de notables dauphinois puis celui du Premier président du Parlement du Dauphiné de 1762 jusqu'à la Révolution française et l'un des six lieux d'émeute durant la journée des Tuiles de 1788, prélude de la Révolution française.

## Histoire
L'histoire de l'édifice est directement liée à la journée des Tuiles du 7 juin 1788, émeute qui va entraîner le royaume de France dans la Révolution française. L'hôtel est construit sur un nouvel axe urbain dans l'extension créée grâce à l'élargissement des remparts de la ville achevé en 1606 par François de Bonne de Lesdiguières. Cet axe rectiligne, appelé rue Neuve à ses débuts, procure l'occasion dans une ville extrêmement dense d'édifier de nouveaux hôtels particuliers et de beaux immeubles plus vastes et plus confortables pour les plus fortunés.
Différents propriétaires vont ainsi occuper les lieux comme André Basset, seigneur de Saint-Nazaire, Jean du Vache, seigneur de l'Albenc et président de la Chambre des comptes, Joseph de Vibert de Massingy, baron de Cognin. Mais l'année 1761 marque un tournant dans son histoire lorsque Thomas de Bérulle, premier président du parlement du Dauphiné est contraint de se reloger. Le Conseil royal statut le 6 mars 1761, et le 13 avril 1762 l'Intendant du Dauphiné, Christophe Pajot-de-Marcheval achète le bâtiment au nom du Roi pour la somme de 61 000 livres. Le 26 mai 1768, un nouvel arrêt du Conseil royal charge la ville de son entretien ainsi que celui de l'hôtel du gouvernement situé dans un bastion de l'enceinte, non loin de là. Mais trois ans plus tard, des lettres patentes du 26 avril 1771 vont finalement faire don de cet ensemble d'immeuble à la ville de Grenoble, avec cependant l'obligation d'y loger à perpétuité le Premier président, d'en assurer l'entretien et d'en faire les réparations nécessaires. Ces obligations entraînent toutefois de vigoureuses protestations des édiles municipaux qui obtiennent en compensation la somme de 40 000 livres destinée aux travaux nécessaires. Le 10 août 1768, le Premier président accueille dans cet hôtel Jean-Jacques Rousseau, reçu sous le pseudonyme de Jean-Joseph Renou à l'occasion de ses périples à travers la France.
Une première date va marquer l'histoire de cet hôtel en 1775. En effet, à la suite de l'abrogation de la réforme des parlements du chancelier René-Nicolas de Maupeou en 1771, Jean-Jacques Vidaud de La Tour succède au premier utilisateur de l'hôtel, Thomas de Bérulle. Mais quatre ans plus tard, cette réforme est abandonnée à la grande joie de la population et Thomas de Bérulle revient assister le 10 avril 1775 à l'illumination de son ancien hôtel ainsi que celui du gouvernement et de l'hôtel de Lesdiguières afin de fêter le rétablissement de l'ancien parlement mais aussi son retour dans ses fonctions de Premier président. 
Treize ans plus tard, son fils Albert devenu Premier président va devenir l'un des acteurs principaux de la journée mémorable du 7 juin 1788, celle de la journée des Tuiles. Ce jour-là, la population grenobloise exaspérée se révolte et empêche les magistrats du Parlement du Dauphiné de partir sur leurs terres comme l'exigeait Louis XVI, provoquant spontanément un regroupement d'une partie des émeutiers devant l'hôtel de la Première présidence où loge Albert de Bérulle, son Premier président, afin de remonter malles et bagages déjà chargés et dételer les chevaux. Les magistrats de la ville venus rendre un dernier hommage au Premier président d'une institution qui allait disparaître se résignent à ressortir en cortège de l'hôtel et aller rouvrir les portes du palais du parlement du Dauphiné sous la pression d'une foule qui les inonde de fleurs. Au même moment, les attelages d'autres magistrats sur le départ seront amenés dans la cour de cet hôtel. Le 12 octobre suivant, de retour de son exil, Albert de Bérulle est porté en triomphe par la foule jusqu'à son hôtel où il fait d'interminables apparitions au balcon. Mais la Révolution enclenchée emportera sa fonction et sa vie, puisqu'il sera guillotiné à Paris le 24 juillet 1794, et l'hôtel de la Première présidence sera restitué à des personnes privées.

## Architecture

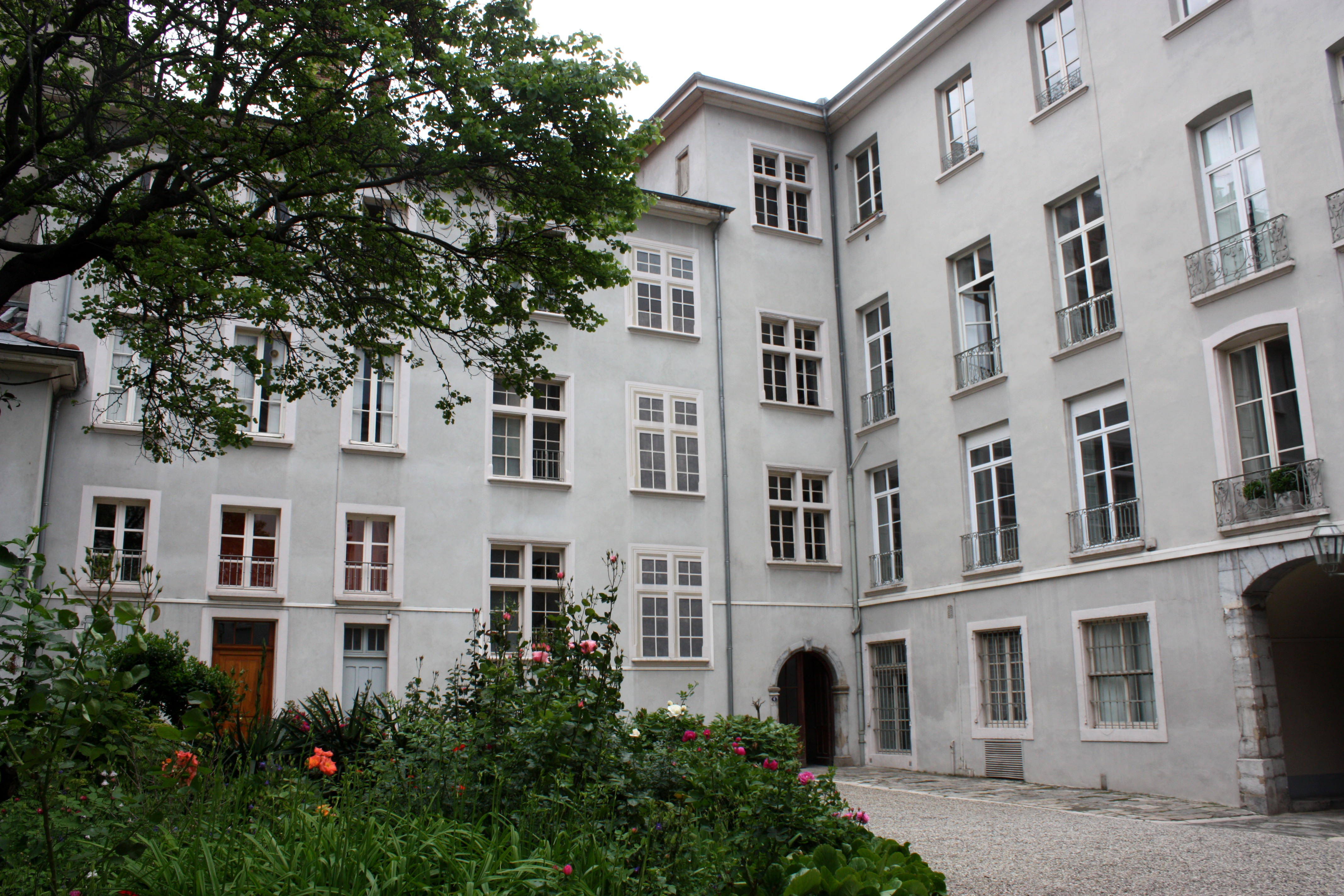
Cour intérieure

Le plan traditionnel de l’hôtel parisien, entre cour et jardin, n'a pas été adopté à Grenoble par manque de place entre les remparts de la ville. Dans l'étroite voirie devenue rue Voltaire depuis 1875, la façade austère de l’hôtel donnant sur la rue, comporte deux ailes en retour encadrant une cour sur l’arrière. La grande sévérité des façades en calcaire visibles de la rue ne révèle guère le rang social des personnes qu’elles abritent. Au XVIIe siècle, la discrétion est de mise, portes et portails sont très sobrement ornés de quelques volutes et les armoiries sont absentes.
L’hôtel de la Première présidence, construit vers 1625, est un bâtiment comportant quinze fenêtres à chacun de ses trois étages, avec une grande porte cochère. Il n’y a pas la moindre décoration sur la façade, si l’on excepte les bossages de la porte cochère, ainsi que les discrètes moulures de style Louis XV sur ses vantaux. Les seules fenêtres ornées de balcons de fer forgé donnent sur le jardin et ne sont pas visibles de la rue. Au XVIIIe siècle, on y dénombre une cinquantaine de pièces dont certaines ouvrent sur la vaste cour bordée d'écuries et de remises.

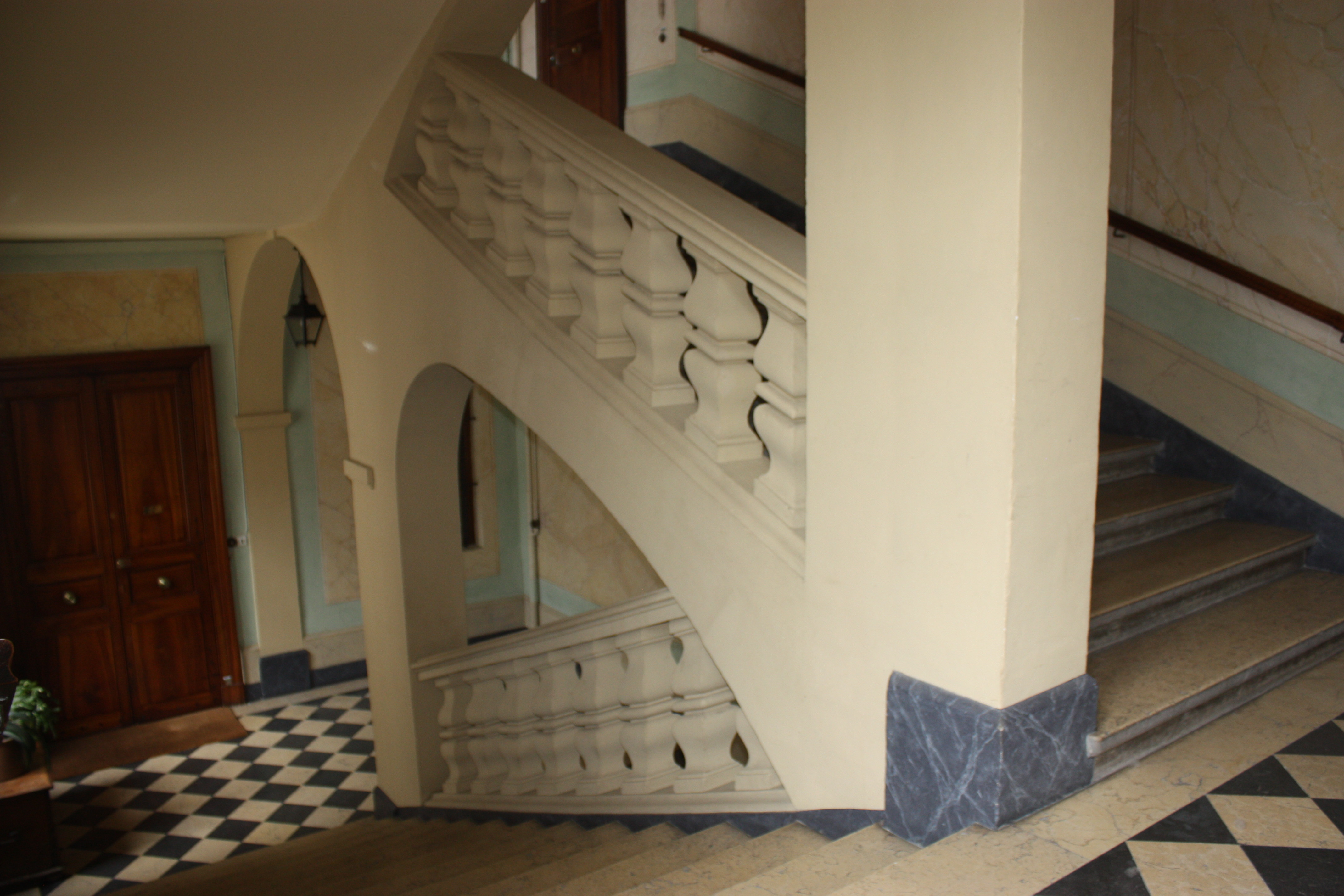
Escalier d'honneur de l'hôtel

Sur la rue, la monumentale porte cochère cintrée date des réaménagements de 1771. Les plus superbes vestiges de l'édifice restent les deux escaliers placés face à face à l'angle des ailes en retour. Ils donnent sur la cour par des portes très soignées avec moulures, mais sont cependant très différents. À l'est, l'un est un escalier de service à mur noyau plein, tandis qu'à l'ouest, il s'agit d'un escalier d'honneur à deux noyaux dans une large cage avec des arcs rampants décorés de gros balustres carrés. 
Côté cour, les trois fenêtres centrales de l'étage noble furent cintrées et se distinguent aujourd'hui par de ravissants balconnets de fer forgé. La toiture marque un net décrochement entre les premières fenêtres en retour et celles du corps de logis principal parallèle à la rue Voltaire. C'est un maître-jardinier de La Tronche qui aménagea le jardin occupant une partie de l'actuelle cour d'environ 700 mètres carrés et bien réduite par rapport à l'origine. De nos jours, seule une discrète plaque portant la mention Première présidence du Parlement du dauphiné XVIII s. rappelle aux passants l'origine de l'édifice.